# Plage de la Barceloneta (Picasso)
Ne doit pas être confondu avec Plage de la Barceloneta.
Plage de la Barceloneta est un tableau du peintre Pablo Picasso réalisé en 1896.

## Description
Cette peinture à l'huile sur toile représente la plage du quartier de La Barceloneta, alors village de pêcheurs de la ville de Barcelone.

## Histoire
Le tableau fait partie de l'exercice paysagiste de Picasso, dans ses premières années.
Tout au long de l'année 1896, ce style acquiert une importance particulière dans le travail de l'artiste. Il présente ainsi le quartier, alors populaire et habité par les marins et la classe ouvrière, de La Barceloneta.

## Conservation
Il est conservé et exposé au musée Picasso, depuis 1970.